# Geir Jenssen
Geir Jenssen, född 30 maj 1962 i Tromsø, är en norsk musiker som är verksam under namnet Biosphere.  Geir Jenssen var tidigare medlem i bandet Bel Canto.

## Diskografi
Album som E-man
- Likvider (1984)

Album som Bleep
- The North Pole by Submarine (1990)

Album som Biosphere
- Microgravity'" (1991)
- Patashnik (1994)
- Man with a Movie Camera (soundtrack) (1996)
- Insomnia (1997) - (soundtrack för filmen Insomnia, den norska originalversionen)
- Substrata (1997)
- Cirque (2000)
- Substrata 2 (2001) 2-CD, (Substrata (remastered) + Man with a Movie Camera)
- Shenzhou (2002)
- Autour de la Lune (2004)
- Dropsonde (2006)
- N-plants (2011)
- L'incoronazione di Poppea (2012)
- Patashnik 2 (låtar inspelade mellan 1992 och 1994) (2014)
- Das Subharchord EP (2014)
- Departed Glories (2016)

Album som Geir Jenssen
- Cho Oyu (2006)

Se också diskografi Bel Canto

## Utmärkelser
- Spellemannprisen i klassen Dance/Hip Hop (2000)[2]